# 아이슬란드 복음루터교회
아이슬란드 교회 또는 아이슬란드 복음 루터 교회(아이슬란드어: Hin evangelíska lúterska kirkja), 국가교회(아이슬란드어: Þjóðkirkjan)는 루터교의 종파 중 하나이며, 법적으로 아이슬란드의 공식적인 국교로 자리잡고 있다.

## 교리
아이슬란드 교회는 다음의 신조를 받들고 있다.
- 사도신경
- 니케아 신경
- 아타나시우스 신경
- 아우크스부르크 신앙고백
- 루터 소교리문답서

## 같이 보기
- 덴마크 교회
- 핀란드 복음루터교회
- 노르웨이 교회
- 스웨덴 교회